# Stobaera azteca
Stobaera azteca är en insektsart som beskrevs av Frederick Arthur Godfrey Muir 1913. Stobaera azteca ingår i släktet Stobaera och familjen sporrstritar. Inga underarter finns listade i Catalogue of Life.